# Last Summer at Bluefish Cove
Last Summer at Bluefish Cove è un'opera teatrale della drammaturga statunitense Jane Chambers, portata al debutto a New York nel 1980. Il dramma viene considerato un caposaldo del teatro a tematica lesbica, essendo una delle prime opere teatrali statunitensi ad avere come protagoniste donne omosessuali rappresentate in maniera positiva.

## Trama
Atto I
Lil ed Eva si incontrano per caso a Bluefish Cove: la prima vi si reca abitualmente in vacanza, mentre la seconda è una nuova villeggiante appena arrivata nella baia dopo il divorzio dal marito. Bluefish Cover ospita una fiorente comunità lesbica e Lil, che non si è accorta che l'altra donna è eterosessuale, la invita ad uscire ed Eva, ignara, accetta. Quando si accorge dell'errore, Lil chiede alle amiche di fingersi etero per non far capire ad Eva che l'incontro avrebbe dovuto essere un appuntamento.
La serata sembra procedere bene, ma l'arrivo di Donna e Sue manda tutto a rotoli: le due infatti non sono a conoscenza del piano di Lil e rivelano prontamente l'omosessualità di tutte le presenti. Eva, in imbarazzo, se ne va ma più tardi torna da Lil e le confessa di essere attratta da lei: le due donne intraprendano una relazione, ma Lil nasconde alla nuova amante di avere il cancro.
Atto II
Mentre l'estate volge al termine, il cancro di Lil progredisce rapidamente e la donna improvvisamente sviene dal dolore. Lil ha deciso di evitare di sottoporsi ad ulteriori interventi chirurgici e accetta che quella sarà la sua ultima estate a Bluefish Cove, anche se la prospettiva della morte è ancora più dolorosa perché sa di essere innamorata veramente per la prima volta. Eva rifiuta di rimanere in disparte e giura a Lil di rimanere con lei fino alla fine.
Alcune settimane più tardi le donne si riuniscono a Bluefish Cove per commemorare la morte di Lil. Ogni donna va un voto diverso in memoria dell'amica, ma tutte decidono di mantenere vivo il loro legame con Bluefish Cove, il posto che Lil amava più di ogni altro al mondo.